# 루스쿠스족
루스쿠스족(ruscus族, 학명: Rusceae 루스케아이[*])은 놀리나아과의 족이다.

## 하위 분류
- 루스쿠스속(Ruscus L.)
- Danae Medik.
- Semele Kunth